# Rock iN Roll
Rock iN Roll je plážový hudební festival, který se každoročně koná na přírodním koupališti v Nové Roli u Karlových Varů. První ročník se uskutečnil v roce 2009 v kulturním domě v Nové Roli. Žánrově se festival nedrží pouze rocku, ale přesahuje také do pop rocku, metalu, punku nebo ska. Návštěvností se řadí k nejúspěšnějším hudebním akcím Karlovarského kraje. Hlavním organizátorem a ředitelem festivalu je hudebník a herec Jiří Švec, jehož kapela Loudky na festivalu dříve rovněž vystupovala.

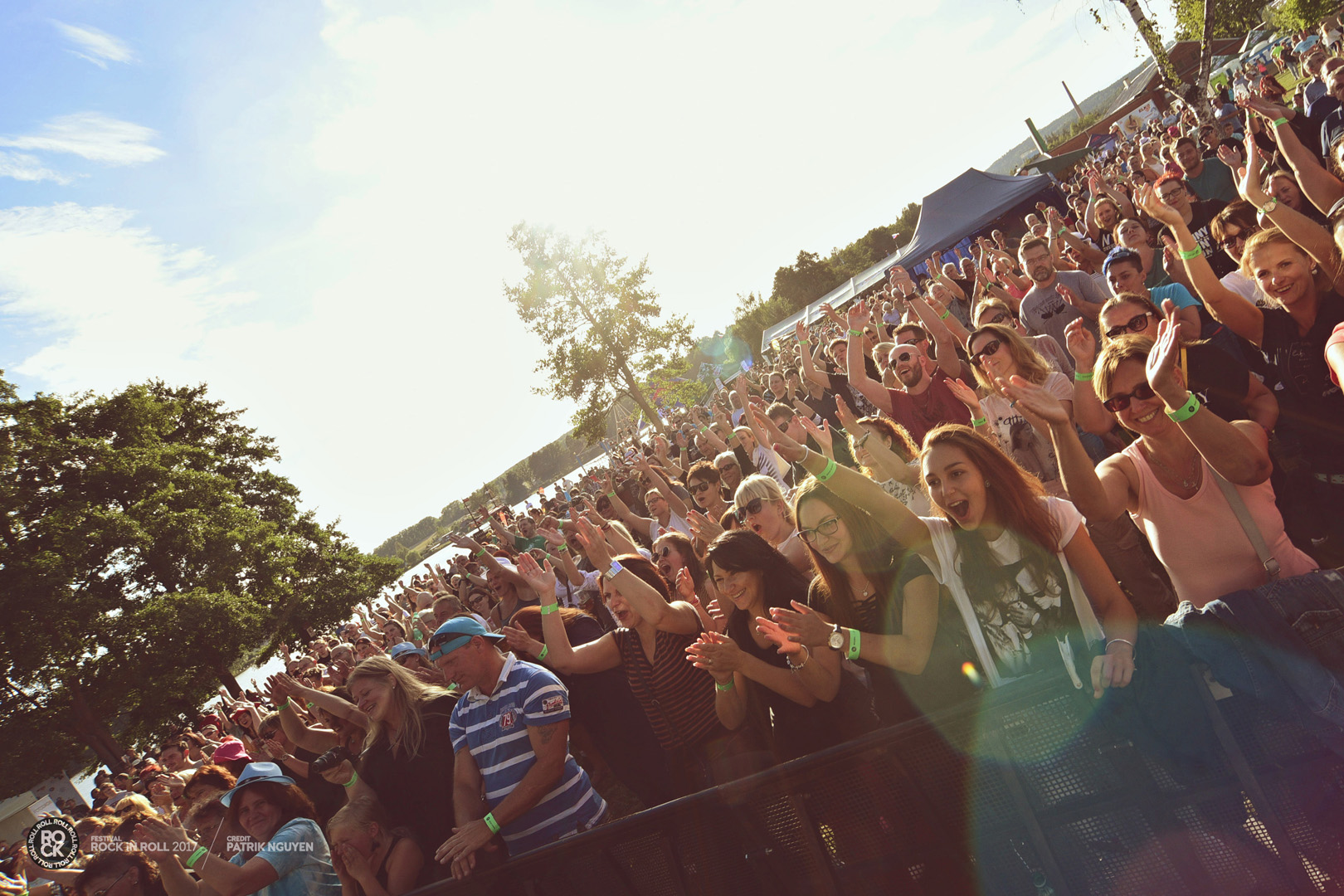
Festival Rock iN Roll 2017

## Historie
Festival vznikl v roce 2009. První ročník v novorolském kulturním domě hostil pouze regionální kapely. Stejné dějiště i regionální ráz přetrvaly i v dalších dvou letech.
V roce 2012 se festival přesunul na pláž novorolského přírodního koupaliště a stal se open-air akcí. Hostil také první neregionální kapelu: Ty Syčáci v čele s Petrem Vášou.
V následujících ročnících se na festivalové stage vystřídaly kapely Znouzectnost, Mydy Rabycad, Sto zvířat, Krucipüsk, Viktor Dyk & WAW, Garage s Tonym Ducháčkem, Wohnout, Kamil Střihavka s Leaders!, Vltava, Arakain, Vilém Čok & Bypass, Jablkoň, Xavier Baumaxa, David Kraus, Vladimír Mišík & Etc..., David Koller, Monika Načeva s Michalem Pavlíčkem, Visací zámek, Vypsaná fiXa, Tata Bojs, Thom Artway, UDG, Už jsme doma, The Plastic People of the Universe, Imodium a další.